# Danske medlemmer af Europa-Parlamentet 2004-2009
Dette er en liste over medlemmer af Europa-Parlamentet for Danmark fra 2004 til valget i 2009, sorteret efter navn. Se Europa-Parlamentsvalget 2004 i Danmark for valgresultaterne.
- Margrete Auken (Socialistisk Folkeparti, EG-EFA)
- Hanne Dahl (JuniBevægelsen, Uafhængighed/Demokrati). Efterfulgt af Jens Peter Bonde i 2008.
- Niels Busk (Venstre, ALDE)
- Mogens Camre (Dansk Folkeparti, Union for a Europe of Nations)
- Ole Christensen (Socialdemokraterne, PES)
- Anne Elisabet Jensen (Venstre, ALDE)
- Dan Jørgensen (Socialdemokraterne, PES)
- Søren Søndergaard (Folkebevægelsen mod EU, GUE-NGL). Efterfulgte Ole Krarup den 1. januar,2007.
- Christel Schaldemose (Socialdemokraterne, PES)
- Poul Nyrup Rasmussen (Socialdemokraterne, PES)
- Karin Riis-Jørgensen (Venstre, ALDE)
- Johannes Lebech (Radikale Venstre, ALDE). Efterfulgte Anders Samuelsen den 29. november.
- Gitte Seeberg (Ny Alliance). Indtil 7. maj, 2007: De Konservative. Seeberg er tidligere medlem af EPP.
- Britta Thomsen (Socialdemokraterne, PES)